# 妮嘉尋親記
《妮嘉尋親記》（日語： / 英語：）是一套講述少女浪漫愛情的日本動畫。這套動畫由東堂泉所創作，並由東映動畫製作。
在日本，最初透過衛星電視於2003年2月2日至2004年1月25日期間，在朝日電視台和Animax等頻道上播放，之後亦在東京廣播公司的電視台上播放。在香港，此動畫分別在電視廣播有限公司屬下的無綫兒童台和無綫電視翡翠台內播放。在台灣，此動畫被譯作明日之星娜佳，在衛視中文台播放。在世界各地的字幕組都有翻譯此動畫做其他語言，例如義大利語、西班牙語和葡萄牙語等，在拉丁美洲版本的Cartoon Network內播放。
這套動畫的漫畫版由阿弓唯所繪畫，先在《Nakayoshi》雜誌上連載，之後由講談社出版單行本。

## 作品概要
《妮嘉尋親記》的人物設計與《小甜甜》等1970年代的少女動畫很相似，而故事情節則和《世界名作劇場》系列的動畫差不多，主角為了找尋自己的媽媽而在世界各地旅行。
這故事的背景是20世紀的初期，表達了貴族與平民之間的互助關係。在動畫中，故事的主角妮嘉表演多樣佛朗明哥舞蹈，作為街頭賣藝的表演。

## 商業層面
這個作品以前是小魔女DoReMi，但以後由光之美少女系列開始持續播出至今。

## 角色

### 賣藝團
- 妮嘉·蘋果園／妮嘉·贝林明谢（ナージャ・アップルフィールド），配音：（日）小清水亞美／（港）林雅婷／（台）丘梅君

孤儿院长大的13岁女孩子。在离开孤儿院（孤儿院的小孩13岁就要离开到外界去生活）的前几天，知道了自己本来一直以为已经去世的母亲寄来了一个包裹，于是展开了一趟寻找母亲的旅程。虽然在孤儿院长大，但个性非常的开朗，很容易和其他人相处。
平时喜欢唱歌及跳舞，也非常有天份，因而加入蒲公英剧团也成為其舞者。
母亲是佛兰芒人的贵族，而她的祖父有意让娜嘉来代替她舅舅继承爵位，因而导致后者对她的恨意。在故事的结尾，为祖父所承认身份，然而祖父以培养合格的家族继承人为由，意图将娜嘉送去教会学校培养，阻碍母女相会。娜嘉拒绝了家族继承人的身份，选择回到蒲公英剧团中，云游四方。
- 紀路古團長（ゲオルグ・ハスキル），配音：（日）一条和矢／（港）黃健強
- 婆婆（おばば），聲優：（日）京田尚子／（港）黃鳳英／（台）許雲雲
- 席露薇（シルヴィ・アルテ），配音：（日）折笠富美子／（港）曾秀清
- 湯瑪斯（トーマス・オブライアン）配音：（日）岸尾大輔／（港）馮錦堂
- 阿貝爾（アーベル・ガイガー），配音：（日）山崎巧／（港）黎景全
- 麗塔（リタ・ロッシ），配音：（日）大谷育江／（港）張頌欣
- 健之助（ケンノスケ・ツルギ），配音：（日）木内レイコ／（港）沈小蘭
- 獅子仔「奶油」（クリーム），配音：（日）甲斐田幸／（港）黃鳳英
- 獅子仔「朱古力」（ショコラ），配音：（日）木内レイコ／（港）伍秀霞

### 妮嘉路上遇到的人
- 法蘭西斯・夏各（フランシス・ハーコート），配音：（日）齋賀光希／（港）黃啟昌

英国贵族哈克特侯爵家的少爷，白玫瑰一般的温柔少年。与怪盗黑玫瑰基斯是双胞胎兄弟，长得一模一样，也因此当初妮嘉将他错认成救她的人。和哥哥一样同情穷人，但与哥哥的激进手段不同，他继承了母亲的遗愿，选择投身慈善事业这种温和的方式帮助穷人，并称之为“贵族的义务”（Noble Oblige）。虽然有青梅竹马的未婚妻，但是他却喜欢着娜嘉，可是虽然妮嘉喜欢着温柔的他，但也喜欢温柔的基斯，所以他也不知该怎么办。最后与放弃当怪盗的哥哥一起寻找帮助穷人的最好方法。
- 黑玫瑰/基斯・夏各（怪盗「黒バラ」），配音：（日）齋賀光希／（港）黃啟昌、蘇強文（後期）

与弗朗西斯是双胞胎兄弟，因此长得一模一样。是当初救下娜嘉的那个有着星星般眼睛的骑士。与弟弟同是贵族，亲眼所见两人的母亲为贵族家长制所困，终日郁郁寡欢而死，遂于故事发生的6年前从就读的寄宿学校失踪，实则化身“怪盗黑玫瑰”，偷取腐败贵族家的宝物，帮助穷苦人民。在老百姓中拥有很高的人气。最后放弃了当怪盗，与弟弟一起寻找帮助穷人的最好方法。
- 哈比・利賓士敦（ハービー・リングストン），配音：（日）津田健次郎／（港）梁偉德

善良的法國新聞記者，採訪怪盗黑玫瑰，因緣際會結識了妮嘉，抵達維也納時幫助妮嘉，最後用自己的方式採訪怪盗黑玫瑰，藉此償還被誤認為黑玫瑰的法蘭克斯清白。
- TJ・利賓士敦，配音：（日）甲斐田幸／（港）袁淑珍

哈比・利賓士敦的親弟。
- 克里斯・史特蘭特（クリスチャン），配音：（日）小栗雄介／（港）李致林
- 費南多（フェルナンド），配音：（日）高橋直純／（港）袁淑珍
- 迪艾里（ティエリ），配音：（日）望月祐多／（港）潘文柏
- 安東里奧・范比亞尼（アントニオ），配音：（日）堀川亮／（港）蘇強文、黃玉娟（童年）

某個暴發戶，初登場時設計謀害妮嘉，使妮嘉差點身無分文。喜愛的對象茱麗葉雖是個富家千金但心地善良，兩人也都跟妮嘉成為忘年之交。再次登場時抵達維也納，催促妮嘉的親生舅舅還錢，間接導致其所作所為曝光被趕出家門。
- 伊露瑪・范比亞尼

安東里奧・范比亞尼的親母。
- 李奧納多（レオナルド），配音：（日）鈴村健一／（港）陳卓智
- 羅索（ロッソ），配音：（日）乃村健次／（港）鄧榮銾
- 比安可（ビアンコ），配音：（日）小嶋一成／（港）翟耀輝
- 約翰（ジョン），配音：（日）矢薙直樹／（港）蘇強文
- 拉斐爾（ラファエル），配音：（日）山本耕史／（港）陳卓智
- 何西・盧多利基斯

西班牙巴賽隆拿的鬥牛勇士。
- 嘉露雯

何西的女朋友。

### 孤兒院
- 孤兒院院長，配音：（日）瀨能礼子／（港）伍秀霞

孤兒院的院長，在妮嘉希望聯絡她證明身分時因為人在莫斯科無法聯絡上。
- 愛雲詩老師（エヴァンズ先生），配音：（日）永野愛／（港）周文瑛
- 露絲瑪莉（ローズマリー），配音：（日）宍戸留美／（港）雷碧娜

妮嘉的好友，初登場時在某富豪家當女傭，遇見妮嘉假裝和妮嘉很要好，其實一直都忌妒妮嘉。被贝林明谢公爵的次子希尔曼發現後，毫無考慮就加入希尔曼的計畫；期間感受到母親的溫馨，這才體會到妮嘉嚮往的事物是多麼重要。希尔曼遭逮捕也被永遠逐出家門後，在被趕走前自行離開贝林明谢家，離開前告知妮嘉好好珍惜難能可貴又善良的親生母親。
原作中妮嘉的親母勸喻繼續她留在家中，成為贝林明谢家養女，並改名為露絲瑪莉·贝林明谢；但在動畫中改為自己自行離開贝林明谢家門。
- 奧利佛（オリヴァー），配音：（日）橘U子／（港）謝潔貞
- 狄詩（デイジー），配音：（日）松本美和／（港）鄭麗麗
- 彼得（ピーター），配音：（日）永野愛／（港）區瑞華
- 菲比（フィービー），配音：（日）能登麻美子／（港）何璐怡
- 妮可（ニコル），配音：（日）秋谷智子／（港）周文瑛

### 其他
- 克蕾特（コレット），配音：（日）安原麗子／（港）張頌欣

贝林明谢公爵的長女，妮嘉的母親。
- 奧斯卡（オスカー），配音：（日）關智一／（港）李致林
- 赫爾曼（ヘルマン），配音：（日）二又一成／（港）劉昭文

贝林明谢公爵的次子，原本姐姐因私奔並結婚生子而得以繼承家業，但痛失丈夫且將女兒妮嘉送去孤兒院的姐姐被帶回，就此對父親及姐姐恨之入骨。得知姐姐的女兒妮嘉被送去的孤兒院後開始，便千方百計設計陷害妮嘉，也派兩個手下監視準備偷走胸針，更找來妮嘉的好友蘿絲瑪麗假冒其身份以鞏固自己的地位；不料妮嘉堅毅的精神讓真相大白，就在想殺害妮嘉時被蒲公英剧团阻止，因而遭逮捕也被永遠逐出家門。

## 音樂

### 主題歌
片頭曲：「ナージャ!!」
作詞．作曲－茅原万起／編曲－大谷幸／歌－本田美奈子
片尾曲：
作詞－／作曲－小杉保夫／編曲－大谷幸／歌－小清水亞美

### 插曲
(蒲公英劇團的主題曲)
作詞－柚木美祐／作曲－奥慶一／歌－娜佳（小清水亞美）& 蒲公英劇團一眾（木内レイコ、折笠富美子、岸尾大輔、山崎たくみ、京田尚子、一条和矢）
「傘」
作詞－／作曲－佐橋俊彥／歌－娜佳（小清水亞美）
「etoile-星-」
作詞－柚木美祐／作曲－奥慶一／歌－小清水亞美
劇中背景音樂繼續是前系列『小魔女DoReMi』以來的奥慶一負責。
「約100年前のヨーロッパ」という本作の設定を受けて、制作スタッフからはクラシック音楽を基本とした方向性が要請され、中にはプロデューサーの関の意向で実在するクラシック楽曲を奥が編曲したものも含まれる。そのため、同じく奥による『おジャ魔女どれみ』シリーズのBGMが打ち込みと生楽器を活用したものであったのとは対照的に、本作ではほとんどがアコースティックな楽曲となった。BGM録音は10時間以上に及び、約90曲の音楽およびそのバリエーションが用意された。
本作のBGMの特徴として、主人公ナージャの踊り子という設定や貴族の舞踏会などの場面のための現実音楽としての楽曲や、ダンデライオン一座が世界中を旅するという物語に合わせた、さまざまな国の民族音楽を意識した楽曲などが豊富に用意された点などが挙げられる。
また本作では、ナージャの母が遺したオルゴールとフランシスとのダンスのメロディーなど、音楽が物語の中で鍵として重要な役割を担った例も多い。
このほか「étoile」や「飛べない天使」など劇中で登場人物が歌う形で使用されたいくつかの挿入歌も、奥自身が作編曲を手がけた。
- オッフェンバック「天国と地獄」 - （暴走するからくり自動車）
- エルガー「威風堂々」 - プレミンジャー公爵家が舞台となる場面（物語序盤）
- ヨハン・シュトラウス2世「美しく青きドナウ」 - 舞踏会のダンスシーン
- チャイコスキー「くるみ割り人形」から「花のワルツ」
- グラナドス「スペイン舞曲」第5番「アンダルーサ」 - スペイン編（ホセの登場場面）
- ドビュッシー「月の光」 - スペイン編
- J.S.バッハ「無伴奏チェロ組曲」-スペイン編(お城を2人で散歩するシーン）
- チャイコフスキー「白鳥の湖」

2009年度のJASRAC賞では国際賞を獲得している。

## 各話列表
以下劇集按照首播順序排列（香港TVB）。
- 1.	妮嘉、命運之門！！
- 2.	怪盜黑玫瑰之夜
- 3.	日本武士．健之助大暴走！！
- 4.	舞姫妮嘉同木乃伊博士
- 5.	星夜下．兩個人既華爾茲
- 6.	連係既母女舞會日記
- 7.	假面具舞會既陷阱
- 8.	折斷既翼同戀愛過淚
- 9.	煩惱既天才鋼琴家！
- 10.	兩個回憶既音樂盒
- 11.	危機一發！！巴黎既表白
- 12.	尋寶係浪漫既！？
- 13.	朝陽中既法蘭克斯
- 14.	阿爾卑斯花之祭典既謊言
- 15.	暴風雨中既家人
- 16.	我唔明白！大人既戀愛遊戲
- 17.	愛與慾望既米蘭
- 18.	威尼斯、母親既淚
- 19.	霧之夜．黑玫瑰既真相
- 20.	充滿危險！羅馬既約會
- 21.	擦身而過既母女．兩個人的生日
- 22.	救命！火焰的記憶
- 23.	恐怖！地中海既幽靈船
- 24.	太陽既鬥牛士與吉普賽舞
- 25.	美女背叛者的回歸
- 26.	法蘭克斯既另一面
- 27.	翱翔天空既健之助
- 28.	危險既公主
- 29.	美好既人生！看到光與影既男人
- 30.	滿身泥濘既白玫瑰
- 31.	唔會哭泣既小丑
- 32.	尼羅河既盡頭．戒指既秘密
- 33.	消失於金字塔既心口針
- 34.	再見啦、彈地獅子劇團
- 35.	風既惡作劇．命運既諷刺
- 36.	危險！賭上生命既黑玫瑰
- 37.	明與暗！奪回心口針既作戰
- 38.	露絲瑪莉．笑容既陰謀
- 39.	唔好搶走！我既媽媽
- 40.	一個充滿決心的早晨！真正踏上旅途
- 41.	喜悅同痛苦既旅程
- 42.	孤苦伶仃既故鄉
- 43.	鋼琴連繫住既搖籃曲
- 44.	鍾意邊一個？終極既選擇！
- 45.	三角關係．搖擺不定既愛情
- 46.	兩個妮嘉、對決
- 47.	沉默！被囚禁既白玫瑰
- 48.	形勢逆轉！最後既黑玫瑰
- 49.	唔會放棄！真相既力量
- 50.	新既命運之門

## 播放電視台
| 日本朝日放送 星期日 08:30-09:00節目 | 日本朝日放送 星期日 08:30-09:00節目         | 日本朝日放送 星期日 08:30-09:00節目 |
| ----------------------------------- | ------------------------------------------- | ----------------------------------- |
|                                     | 妮嘉尋親記 （2003年2月2日 - 2004年1月25日） |                                     |
| 小魔女DoReMi                        | 光之美少女 （光之美少女系列第1作）          |                                     |

| 香港無綫兒童台 每天 06:30-07:00（《夢幻樂園》時段內） | 香港無綫兒童台 每天 06:30-07:00（《夢幻樂園》時段內） | 香港無綫兒童台 每天 06:30-07:00（《夢幻樂園》時段內） |
| ----------------------------------------------------- | ----------------------------------------------------- | ----------------------------------------------------- |
|                                                       | 妮嘉尋親記 （2006年5月15日 - 2006年7月20日）          |                                                       |
| 雪嶺飄零                                              | 小魔鏡變變變                                          |                                                       |
| 香港無綫電視翡翠台 星期六 11:00-11:30節目             |                                                       |                                                       |
| 多啦A夢時光機                                         | 妮嘉尋親記 （2007年2月24日 - 2007年9月1日）           | 洛克人網路保衛戰                                      |
| 香港無綫電視翡翠台 星期六 10:30-11:00節目             |                                                       |                                                       |
| 馭龍少年                                              | 妮嘉尋親記 （2007年9月8日 - 2008年3月22日）           | 變形金剛                                              |
| 香港無綫兒童台 星期一至星期五                         |                                                       |                                                       |
| -                                                     | 妮嘉尋親記 （2008年7月1日 - ）                        | -                                                     |

| 衛視中文台 待查 | 衛視中文台 待查 | 衛視中文台 待查 |
| --------------- | --------------- | --------------- |
|                 | 明日之星娜佳    |                 |
| 待查            | 待查            |                 |

## 外部連結
- 東映動畫的官方網頁（页面存档备份，存于）（日語）
- 英文的官方網頁（英文）
- 無綫兒童台的妮嘉尋親記介紹（页面存档备份，存于）